# توفيق النائب
محمد توفيق شاكر النائب هو سياسي عراقي، ولد في الموصل 1894 وتوفي في بغداد عام 1961، شغل منصب وزير الداخلية خلال العهد الملكي في العراق.
شغل منصب وزير الداخلية في وزارة صالح جبر بتاريخ في 5 كانون الثاني 1948 بعد أنه شغله رئيس الوزراء صالح جبر بالوكالة، واستمر في المنصب حتى سقوط الوزارة.
وعندما شكلت لجنة تحقيقة بخصوص أحداث وثبة 1948، اتهمت اللجنة مدير شرطة بغداد مزاحم ماهر لقيامه بإصدار أوامر إطلاق النار على المتظاهرين بعد موافقة وزير الداخلية توفيق النائب، وأُغلق التحقيق بناءً على توجيهات الأمير عبد الإله.
كما شغل منصب وزير الداخلية في وزارة نوري السعيد العاشرة لفترة قصيرة.